# Ледерата
Ледерата (лат. Lederata) је била римски кастел подигнут крајем 1. века н.е. Њени остаци налазе се на стеновитом платоу на десној обали Дунава, низводно од Рама на територији општине Велико Градиште. Спада у категорију споменика културе од великог значаја. Уписана је у централни регистар 1992. године.
Ледерата је један од највећих ауксилијарних кастела на овом делу дунавског лимеса. Основна функција утврђења била је заштита прелаза преко реке. Претпоставља се да је у време Првог дачког рата, 101. године, један део Трајанових трупа овде прешао преко понтонског моста на непријатељску територију.

Кастел је димензија око 200x145 m, са квадратним кулама на угловима и капијама. Остаци рова су сачувани и могу се и данас видети. У другој половини 2. и током 3. века, утврђење је запуштено, а у време Диоклецијанових војних реформи је смањено (када су димензије биле 50x50m) на утврђење типа quadriburgium, који се налазио у североисточном углу старог утврђења.
У доба Јустинијана Ледерата поново добија на значају. Бедеми старијег кастела уклопљени у ново утврђење са кружним кулама, капијама и двоструким бедемом на јужној страни, на којој се налазила и главна капија.
Сондажна ископавања заштитног карактера обављана су 80-тих година, а конзерваторске интервенције вршене су на две очуване куле quadriburgiuma и на једној кули утврђења VI века.